# Juan Félix Pepén y Solimán
Juan Félix Pepén y Solimán, auch bekannt als: Juan F. Pepén (* 27. Januar 1920 in Higüey, Provinz La Altagracia, Dominikanischen Republik; † 22. Juli 2007 in Higüey) war erster Bischof von Higüey in der Dominikanischen Republik.

## Leben
Juan Félix Pepén y Solimán, geboren in der bekannten Wallfahrtsstadt Higüey, empfing am 29. Juni 1947 in Santo Domingo die Priesterweihe.
Am 1. April 1959 wurde er von Papst Johannes XXIII. zum ersten Bischof des neu gegründeten Bistums Nuestra Señora de la Altagracia en Higüey bestellt. Die Bischofsweihe spendete ihm der Koadjutorerzbischof von Santo Domingo, Octavio Antonio Beras Rojas, am 31. Mai desselben Jahres. Mitkonsekratoren waren der Bischof von Santiago de los Caballeros, Hugo Eduardo Polanco Brito, und der Prälat von San Juan de la Maguana, Tomás Francisco Reilly CSsR.
Am 10. Mai 1975 nahm Papst Paul VI. seinen Verzicht auf das Bistum Nuestra Señora de la Altagracia en Higüey und ernannte ihn zum Weihbischof in Santo Domingo sowie zum Titularbischof von Arpi.
Am 11. Februar 1995 nahm Papst Johannes Paul II. seinen altersbedingten Rücktritt an.